# Bentley (Hampshire)
Bentley ist ein Ort und eine Gemeinde im Distrikt East Hampshire in der englischen Grafschaft Hampshire. Bentley hat 1.116 Einwohner (2011).

## Geographie und Verkehr
Die Ortschaft liegt am nördlichen Quellarm des River Wey, an der Fernverkehrsstraße A31 zwischen Farnham in Surrey und Alton in Hampshire, ungefähr acht Kilometer westlich von Farnham und zehn Kilometer östlich von Alton.  Bentley liegt an der Bahnlinie und besitzt einen Bahnhof (Bentley Railway Station), welcher etwa zwei Kilometer südlich in Binsted liegt.

## Persönlichkeiten
Zu den Persönlichkeiten von Bentley zählen der Gründer der Pfadfinderbewegung Robert Baden-Powell. Baden-Powell lebte zusammen mit seiner Frau Olave in Bentley in ihrem Familiensitz Pax Hill. Harold Sanderson der Besitzer der White Star Line erfuhr 1912 in seinem Haus Jenkyn Place in Bentley von dem Titanic-Unglück.

## Verschiedenes
Bentley ist durch eines der ersten Doku-Soaps (The Village), das vom englischen Radiosender Radio 4 und Fernsehanstalt ITV in den 1990er Jahren ausgestrahlt wurde, in aller Welt bekannt. Die Fernseh-Reportage zeigte Einwohner und deren Alltagsleben.
Bentley besitzt zwei Pubs: The Star (benannt nach der Automarke Star von Durant Motors) und The Bull.